# Джоване Елбер
Джоване Елбер (порт. Giovane Élber, нар. 23 липня 1972, Лондрина) — колишній бразильський футболіст, що грав на позиції нападника.
Виступав, зокрема, за мюнхенську «Баварію», з якою став переможцем Ліги чемпіонів УЄФА та володарем Міжконтинентального кубка, а також низки національних трофеїв. Є другим за кількістю голів, забитих у чемпіонаті Німеччини серед іноземних футболістів — 133 м'яча. Був відомий тим, що першим в чемпіонаті Німеччини став грати у бутсах білого кольору.

## Кар'єра

### Дитинство, юність
Народився 23 липня 1972 року в місті Лондрина в бідній багатодітній сім'ї (у нього було ще 3 брата). При цьому, він був вихований у строгості, що допомогло йому в його футбольній кар'єрі. Після школи Елбер, кожен день, до ночі грав у футбол. Елбер в дитинстві вирізнявся хуліганською поведінкою, наприклад заліз з братами на базу «Лондрини», звідки тікав переслідуваний поліцією: «Я був заводієм серед дворових хлопців, від мене виходили найнеймовірніші ідеї під час наших ігор, тому, коли мене не хотіли слухатися, доводилося вдаватися до сили і… приходити додому з розбитим носом». В підсумку Джоване таки потрапив у 15 років в академію «Лондрини», вихованцем якої і став.

### «Мілан» та оренда в «Грассгоппер»
У 1990 році Елбер був куплений італійським «Міланом» за 1 млн. євро. Однак в Італії Елбер практично не виступав і зіграв лише 1 матч у Кубку Італії. Тому наступного року Елбер, на правах оренди, перейшов у швейцарський «Грассгоппер», де провів 3 сезони. В останньому з них він допоміг клубу виграти Кубок Швейцарії, а також став найкращим бомбардиром і найкращим іноземним гравцем чемпіонату Швейцарії.

### «Штутгарт»
1994 роуу Елбер перейшов у німецький «Штутгарт», який заплатив за перехід бразильця суму 1,6 млн євро. Там він склав знамениту трійку нападу команди, разом з Фреді Бобичем і Красимиром Балаковим, названу «Магічним трикутником». Зі «Штутгартом» Елбер переміг у 1997 році у Кубку Німеччини, при чому він забив обидва голи у фіналі проти «Енергі». Після гри він сказав: «Це був справжній оргазм!». У тому ж році він висловив бажання покинути «Штутгарт», який не хотів відпускати бразильця, скориставшись пунктом у правилах, за яким клуб міг утримувати у себе гравця, аж до завершення контракту.
|                          | Це, звичайно, неординарна людина, яка випереджає німецьких форвардів своєю технічністю. Мені було абсолютно все одно, як я забивав голи, головне, щоб вони були в сітці. Елбер же створює витвори мистецтва. Він б'є однаково добре і лівою, і правою, а також сильний в ударах головою. Коли бразилець знаходить свою гру, то зупинити його неможливо. Слабких сторін не знаходжу» |
| — Герд Мюллер про Елбера | |

### «Баварія»

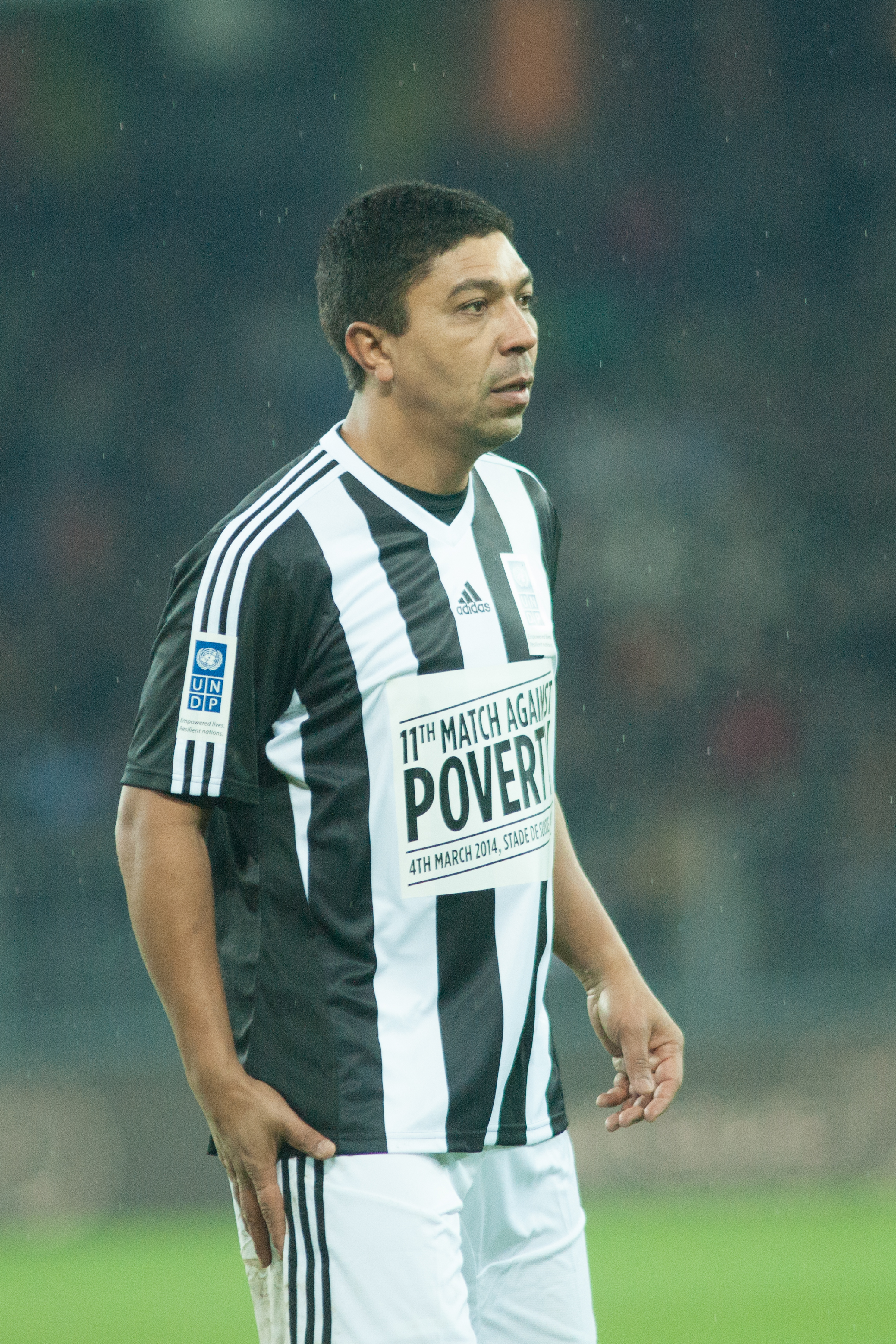
Джоване Елбер на благодійному матчі «Футбол проти бідності—2014». 4 березня 2014 року.

У 1997 році Елбер перейшов у мюнхенську «Баварія», яка шукала заміну Юргену Клінсманну. Сума трансферу склала 13,5 млн марок (6,5 млн євро). Однією з головних причин переходу стала можливість того, що з «Баварії» Елбер зможе потрапити в збірної Бразилії, в якій він хотів взяти участь на чемпіонаті світу. 11 липня 1997 року в товариській грі з «Магдебургом» він забив свій перший м'яч за «Баварію». Через 13 днів, 24 липня, він зіграв свій перший офіційний матч за «Баварію» в 1/2 фіналу Кубку ліги, в якому його клуб переміг «Боруссію» з Дортмунда з рахунком 2:0, при цьому перший м'яч на 29-й хвилині гри забив Елбер. У фіналі Кубка Ліги «Баварії» протистояв колишній клуб Елбера, «Штутграт». У цій грі мюнхенці перемогли 2:0, другий м'яч на рахунку Елбера, також в одному з моментів він потрапив в штангу. У своєму першому чемпіонаті Німеччини у складі «Баварії» Елбер провів 28 матчів і забив 11 голів, при цьому 31 січня у грі з «Гамбургом», він забив гол вже на 11-й секунді гри, який став найшвидшим в історії німецької Бундесліги. При цьому, Елберу довелося деякий час звикати до гри «Баварії»: у «Штутгарті» Балаков і Бобич грали на нього, а в мюнхенському клубі все робилося на благо команди:
|                                      | „Штутгарт“ і „Баварія“ — абсолютно різні, але мені вдалося впоратися з труднощами. Подолав їх тільки тоді, коли викинув з голови щасливі дні, проведені в „Штутгарті“. Там Балаков і Бобич няньчилися зі мною, в Мюнхені ж доводиться домагатися результату власними силами. Я зрозумів, що не „Баварія“ повинна підлаштовуватися під мене, а я під неї. Прийнявши таке рішення, стало легше дихати. Тепер я знаходжу обстановку дуже навіть милою, її навіть можна порівняти з тією, яка була у мене в „Штутгарті“. Якщо би ще дістати в партнери Балакова — а нам такий класний диспетчер просто необхідний, — тоді взагалі буде все відмінно» |
| — Джоване Елбер про гру в «Баварії». | |

До того ж він кілька разів був оштрафований за поведінку на полі і поза його. У другому своєму сезоні в «Баварії» Елбер забив 13 голів і зробив 7 гольових передач в 21 грі, пропустивши кінець сезону через травму лівого коліна, отриману в матчі з «Гамбургом» у березні 1999 року. У тому ж році він, прямим ударом з кутового, забив гол у ворота «Ганзи», який був визнаний найкращим голом сезону. В опитуванні на звання футболіста року в Німеччині Елбер зайняв 12-е місце. Після відновлення Елбер провів кілька вдалих матчів, але потім знову отримав травму, через яку пропустив близько місяця. В середині сезону він заявив, що для нього найважливіше — перемога в Ліги чемпіонів. У тому ж сезоні «Баварія» дійшла до фіналу цього турніру, де програла «Манчестер Юнайтед» з рахунком 1:2. У наступному сезоні мюнхенці виграли цей трофей, а також перемогли в чемпіонаті, Кубку Німеччини і перемогли в розіграші Міжконтинентального кубка. Сам Елбер забив у німецькій першості 15 голів, незважаючи на травму лівого коліна, отриману в квітні 2001 року.
У сезоні 2001/02 Елбер забив 17 голів в чемпіонаті, при цьому у Елбера у середині сезону стався провал: у серії ігор він не забив жодного гола. У тому ж сезоні він увійшов у список чотирьох гравців, які в обох матчах розіграшу Ліги чемпіонів, з одним і тим же клубом, робили по «дублю»: бразилець забивав по два м'ячі в обох іграх з московським «Спартаком». У тому ж році Елбер був оштрафований на 25 тис. євро, за те, що залишився з батьком, якого чекала операція на серці, замість того, щоб приїхати на тренування клубу. В сезоні 2002/03 Елбер став найкращим бомбардиром чемпіонату Німеччини з 20-ма голами. Він вийшов у лідери бомбардирських перегонів у жовтні, після ігор 8-го туру, і не упускав лідерство до кінця сезону. У тому ж сезоні Елбер посів перше місце за опитуванням журналу Kicker, який визначав найкращого польового гравця німецької першості, набравши 23,8% голосів.
У наступному сезоні Елбер втратив місце в основі команди, його витіснив з основи голландець Рой Макай.

### «Ліон»

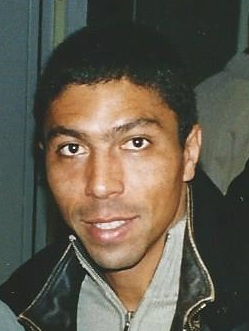
Джоване Елбер у 2005 році

28 серпня 2003 року Елбер підписав контракт на 2 роки з французьким «Ліоном» з щомісячною заробітною платою в 2,4 млн євро. Сума трансферу склала 4,2 млн євро. При цьому, вболівальники «Баварії» були проти продажу бразильця. У своєму першому сезоні в «Ліоні» Елбер провів 26 матчів і забив 10 голів, ставши чемпіоном Франції. У серпні наступного року Елбер отримав важку травму — перелом гомілкостопа. Пізніше він звинуватив клубних лікарів, в тому, що вони зробили невдалу операцію і самовільно прооперувався в Мюнхені, а потім не приїхав в «Ліон», коли його викликав президент клубу. Через ліміт на легіонерів, Елбер не був заявлений на чемпіонат, і був змушений шукати собі нову команду.

### Завершення кар'єри
У грудні 2004 року Елбер почав переговори про свій перехід в менхенгладбахську «Боруссію», в яку перейшов в січні наступного року. Однак за клуб він провів 4 матчі, а також потрапив у конфлікт з головним тренером команди, Горстом Кеппелем, за що був оштрафований на 10 тис. євро. 3 грудня 2005 року футболіст і клуб, за обопільною згодою розірвали контракт.
29 грудня 2005 року Елбер підписав річну угоду з «Крузейру», де провів сезон. 24 вересня 2006 року він провів останній матч у кар'єрі проти «Форталези». У жовтні він, на спеціальній прес-конференції оголосив, що завершує кар'єру через постійні болі у правому коліні. За місяць до цього, 8 серпня, він провів прощальний матч за «Баварію» проти клубу «Мюнхен 1860».

### Після кар'єри гравця
9 вересня 2007 року Елбер був оголошений скаутом «Баварії», спеціалізуючись на Південній Америці. У вересні 2010 року він покинув свою посаду.

## Виступи за збірні
1991 року залучався до складу молодіжної збірної Бразилії, з якою фіналістом чемпіоном світу. На турнірі Джоване забив 4 голи, але у вирішальному матчі саме Елбер не забив післяматчевий пенальті у ворота господарів турніру португальців, через що бразильці в підсумку програли фінал.
У складі національної збірної Елбер дебютував 5 лютого 1998 року в грі з Гватемалою, в якій бразильці зіграли внічию 1:1. Того ж року у складі збірної був учасником розіграшу Золотого кубка КОНКАКАФ 1998 року у США, на якому команда здобула бронзові нагороди, а Елбер забив два голи.
Протягом кар'єри у національній команді, яка тривала 4 роки, провів у формі головної команди країни 15 матчів, забивши 7 голів.

## Особисте життя

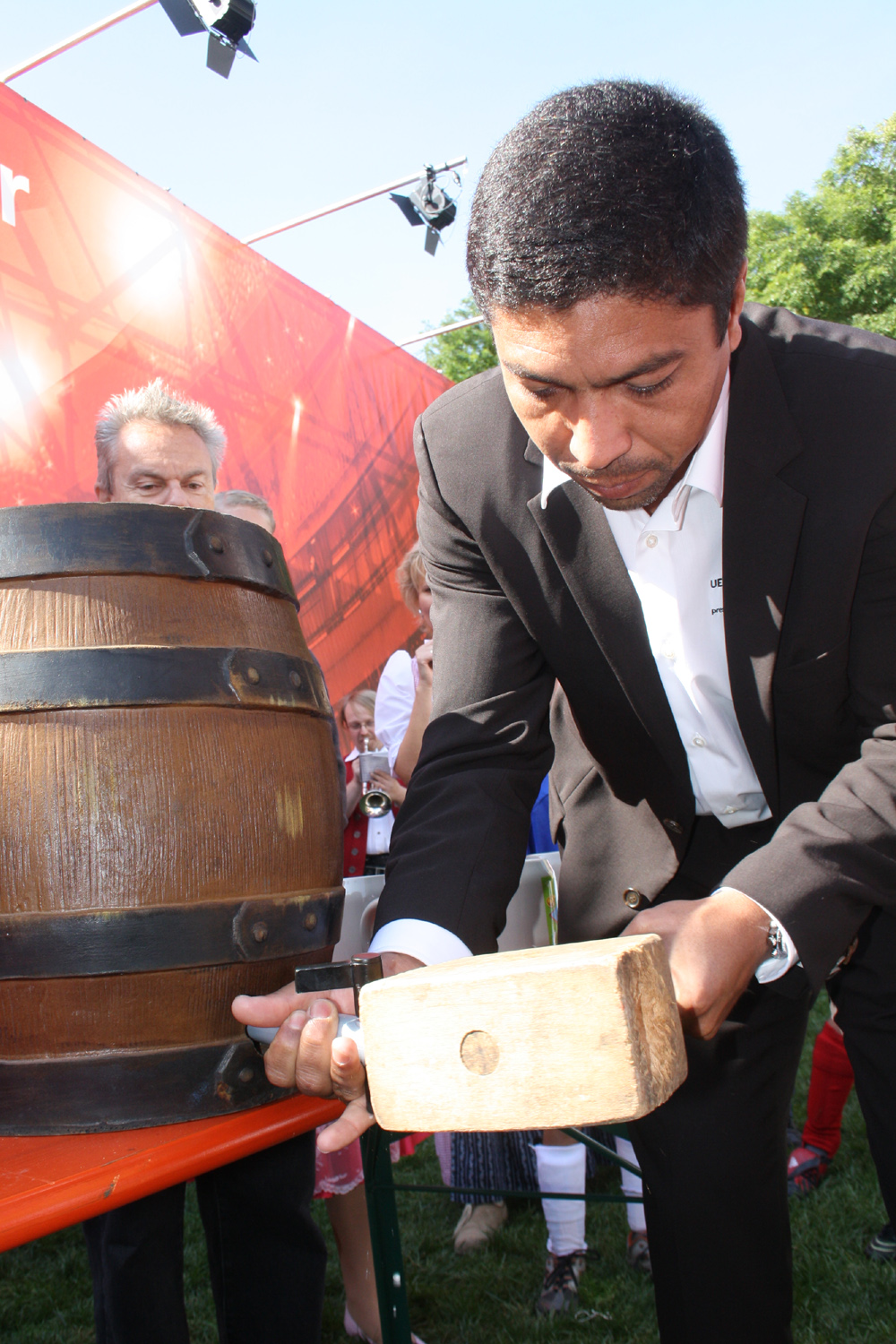
Джоване Елбер на відкритті Октоберфеста. 18 вересня 2010 року.

Елбер одружений. Дружина Синтія, з якою він познайомився ще в Лондрині. Дружина за фахом є психологом і часто допомагала чоловікові позбавитися від депресій, викликаних травмами. Пара має двох дітей.
Елбер в 1994 роців рідному місті створив фонд допомоги безпритульним дітям. За цю діяльність він у 2005 році отримав почесну премію Святого Мартіна.
Під час виступу в Швейцарії, Елбер часто порушував правила дорожнього руху, за що надовго був позбавлений водійських прав.
У 1999 році Елбер знявся голим для журналу BRAVO Sport з м'ячем замість фігового листка.
Елбер дуже любить цифру 9.
Також Елбер відомий тим, що любить пожартувати: одного разу він, святкуючи гол, облизав своєму партнеру по команді Штефану Еффенбергу вухо. Святкуючи гол з іншим партером, Біксантом Лізаразю, він зобразив, що пісяє на ворота, також зображував танець живота, цілував кутовий прапорець і телекамеру. Одного разу пройшов з чашею, що вручається чемпіону Німеччини, на голові після матчу, в якому «Баварія» оформила перемогу в чемпіонаті. Іншого разу, отримавши жовту картку за суперечки з суддею, Елбер вийшов після перерви з заклеєним ротом.

## Статистика
| Сезон     | Клуб        | Ліга       | Чемпіонат | Чемпіонат | Кубок | Кубок | Континент. | Континент. | Інші | Інші |
| Сезон     | Клуб        | Ліга       | Ігри      | Голи      | Ігри  | Голи  | Ігри       | Голи       | Ігри | Голи |
| --------- | ----------- | ---------- | --------- | --------- | ----- | ----- | ---------- | ---------- | ---- | ---- |
| 1990/1991 | Мілан       | Серія А    | 0         | 0         | 1     | 0     | 0          | 0          | 0    | 0    |
| 1991/1992 | Грассгоппер | Суперліга  | 21        | 9         |       |       |            |            |      |      |
| 1992/1993 | Грассгоппер | Суперліга  | 21        | 11        |       |       |            |            |      |      |
| 1993/1994 | Грассгоппер | Суперліга  | 27        | 21        |       |       |            |            |      |      |
| 1994/1995 | Штутгарт    | Бундесліга | 23        | 8         | 1     | 0     | —          | —          | —    | —    |
| 1995/1996 | Штутгарт    | Бундесліга | 33        | 16        | 1     | 0     | —          | —          | —    | —    |
| 1996/1997 | Штутгарт    | Бундесліга | 31        | 17        | 6     | 3     | —          | —          | —    | —    |
| 1997/1998 | Баварія     | Бундесліга | 28        | 11        | 1     | 0     | 8          | 3          | 2    | 2    |
| 1998/1999 | Баварія     | Бундесліга | 21        | 13        | 2     | 0     | 7          | 2          | 2    | 3    |
| 1999/2000 | Баварія     | Бундесліга | 26        | 14        | 1     | 1     | 12         | 3          | 0    | 0    |
| 2000/2001 | Баварія     | Бундесліга | 27        | 15        | 0     | 0     | 18         | 6          | 1    | 0    |
| 2001/2002 | Баварія     | Бундесліга | 30        | 17        | 3     | 1     | 11         | 6          | 1    | 2    |
| 2002/2003 | Баварія     | Бундесліга | 33        | 20        | 6     | 6     | 8          | 2          | 1    | 1    |
| 2003/2004 | Баварія     | Бундесліга | 4         | 0         | 0     | 0     | 0          | 0          | 1    | 0    |
| 2003/2004 | Ліон        | Ліга 1     | 27        | 10        |       |       | 9          | 3          | —    | —    |
| 2004/2005 | Ліон        | Ліга 1     | 3         | 1         |       |       | 0          | 0          | —    | —    |
| 2004/2005 | Боруссія М  | Бундесліга | 0         | 0         | 0     | 0     | —          | —          | —    | —    |
| 2005/2006 | Боруссія М  | Бундесліга | 4         | 0         | 1     | 0     | —          | —          | —    | —    |
| 2006      | Крузейро    | Серія А    | 21        | 6         | 5     | 6     |            |            |      |      |

## Титули і досягнення

### Командні
- Переможець Ліги чемпіонів УЄФА (1):

«Баварія»: 2001
- Володар Міжконтинентального кубка (1):

«Баварія»: 2001
- Володар Кубка Швейцарії (1):

«Грассгоппер»: 1994
- Чемпіон Німеччини (4):

«Баварія»: 1999, 2000, 2001, 2003
- Володар Кубка Німеччини (4):

«Штутгарт»: 1997
«Баварія»: 1998, 2000, 2003
- Володар Кубка німецької ліги (4):

«Баварія»: 1997, 1998, 1999, 2000
- Чемпіон Франції (1):

«Ліон»: 2004
- Володар Суперкубка Франції (1):

«Ліон»: 2004
- Чемпіон штату Мінас-Жерайс (1):

«Крузейру»: 2006

### Збірні
- Чемпіон Південної Америки (U-20): 1991
- Бронзовий призер Золотого кубка КОНКАКАФ: 1998

### Особисті
- Найкращий бомбардир чемпіонату Швейцарії: 1994 (21 гол)
- Найкращий іноземний футболіст чемпіонату Швейцарії: 1994
- Найкращий бомбардир чемпіонату Німеччини: 2003 (21 гол, разом з Томасом Крістіансеном)
- Найкращий бомбардир кубку Німеччини: 2003 (6 голів)